# Kapurkot
Kapurkot (en népalais : कपुरकोट) est une municipalité rurale du Népal située dans le district de Salyan. Au recensement de 2011, elle comptait 18 204 habitants.
Elle regroupe les anciens comités de développement villageois de Sarpani Garpa, Dhanwang, Rim et Sinwang.